# Xystrocera nigrita
Xystrocera nigrita là một loài bọ cánh cứng trong họ Cerambycidae.